# دوشان ماركوفيتش (لاعب كرة قدم)
دوشان ماركوفيتش (بالصربية السيريلية: Душан Марковић)‏ هو لاعب كرة قدم صربي، ولد في 3 أبريل 1998 في Smederevska Palanka ‏ في صربيا.

## وصلات خارجية
- دوشان ماركوفيتش (لاعب كرة قدم) على موقع قاعدة بيانات كرة القدم.إي يو (الإنجليزية)
- دوشان ماركوفيتش (لاعب كرة قدم) على موقع بيانات كرة القدم. دي إي (الألمانية)
- دوشان ماركوفيتش (لاعب كرة قدم) على موقع Soccerway.com (الإنجليزية)
- دوشان ماركوفيتش (لاعب كرة قدم) على موقع عالم كرة القدم.نت (الإنجليزية)